# Massacre de Thirunelveli
 (septembre 2023).
Le massacre de Thirunelveli est survenu le 24 juillet 1983 à la suite du meurtre de 13 soldats (en) de l'armée sri lankaise (en) dans une embuscade des LTTE à Thirunelveli (en) la nuit précédente. En réponse à l'embuscade, des camions de soldats sri-lankais ont quitté le camp de Palaly à 4 h 30 du matin, détruisant tous les magasins sur la route de Thirunelveli. Plus de 60 civils tamouls à Jaffna ont ensuite été massacrés par l'armée déchaînée en guise de vengeance,,. Des civils ont été abattus dans des bus et à bout portant dans leurs maisons. Parmi les personnes abattues figuraient des enfants qui suivaient des cours tôt le matin, M. A. Vimalathasan, un membre actif du MIRJE (Mouvement pour la justice et l'égalité interraciales), un cycliste de 10 ans et un journaliste et rédacteur en chef de journal. Un couple âgé a également été abattu dans leur maison avant qu'elle ne soit incendiée. Plus de 100 civils tamouls ont également été blessés et plus de 100 maisons et magasins ont été endommagés ou incendiés. Alors que le meurtre antérieur de soldats a été immédiatement rapporté dans les médias locaux sri-lankais, ce massacre ultérieur de civils n'a pas été rapporté et est resté inconnu du public cingalais.